# 大辻理紀
大辻 理紀（おおつじ りき、2003年10月6日 - ）は、兵庫県加古川市出身で、高田川部屋所属の現役大相撲力士。本名同じ。身長181.0cm、体重142.6kg、血液型はO型。最高位は西十両12枚目（2025年7月場所）。

## 来歴

### 大相撲入門前
幼少期から柔道、体操と経験した後に、加古川市立氷丘小学校2年から高砂相撲教室で相撲を始めた。わんぱく相撲全国大会には小学校4年から3年連続で出場し、5年時には8強入りした。地元の中学校に相撲部がなかったため相撲部のある報徳学園中学校に進学すると、3年時に全国都道府県中学生相撲選手権大会で団体3位、全国中学校相撲選手権大会で個人2位、白鵬杯で個人3位に入賞した。相撲の他には母親の影響でアームレスリングもやっており、中学校3年時に県大会に出場している。

### 大相撲入門後
小学生の時から母親と大相撲の9代高田川（元関脇・安芸乃島）の親族が知り合いという縁で高田川部屋の稽古に参加させてもらったことがあり、中学校卒業後は「相撲をやるならプロで」と考えて高校へは進学せずに高田川部屋に入門した。初土俵は2019年3月場所で、初土俵同期生には2018年度の全中決勝を戦った相手の吉井らがいる。初めて番付に名前の載った同年5月場所は4勝3敗と勝ち越したが、場所後に入門前から脱臼癖のある左肩を手術したため、翌7月場所は全休、続く9月場所も6番目まで休場した。本格的な復帰場所となった同年11月場所は、6勝1敗で優勝決定巴戦に進むが、土佐緑に敗れて序ノ口優勝を逃した。翌場所以降も勝ち越しを続けて、2020年11月場所には17歳で新幕下に昇進した（西48枚目）。しかし3勝4敗の成績に終わり、休場した場所を除くと初めての負け越しとなった。しかし、この悔しさをばねに、翌2021年1月場所は5勝2敗と幕下で初めて勝ち越した。2021年11月場所は西幕下8枚目まで番付を上げたが1勝6敗と大きく負け越し、2022年3月場所には右膝前十字靭帯断裂の大怪我があったためしばらくは幕下中位での相撲が続いたが、2023年11月場所で2年ぶりに自己最高位を更新。同場所以降は関取の座を窺う幕下15枚目以内の番付が続いた。2025年1月場所は西幕下5枚目の地位で千秋楽に十両の島津海を破って5勝目を挙げたことで翌3月場所での十両昇進は確実と報道され、取組後の花道では号泣する場面も見られた。同月29日の番付編成会議で、翌3月場所での新十両が決定した。東十両14枚目で迎えた3月場所は、3勝4敗で迎えた中日から4連敗で負け越し、最終的に5勝10敗で1場所で幕下降格となる。しかし東幕下3枚目で迎えた5月場所で全勝優勝し、場所後の番付編成会議で、1場所での十両復帰が発表された。西十両12枚目で迎えた2度目の十両は、初日から3連敗の後5日目からの5連敗で9日目にして早くも負け越し決定、10日目から4日間で3勝と巻き返したものの、最終2番を連敗し4勝11敗、場所後の番付編成会議で5人の幕下力士の十両昇進が認められたこともあり、再び1場所での幕下降格が濃厚となる。

## 取り口
入門当初はもろ手突きの立ち合いが多かったが、2021年11月場所で大きく負け越したことを機に、スピードを重視して低く当たる取り口に改革した。

## 主な成績
2025年9月場所終了現在

### 通算成績
- 通算成績：148勝115敗15休（39場所）

### 各段優勝
- 幕下優勝：1回（2025年5月場所）

### 場所別成績
| | 一月場所 初場所（東京） | 三月場所 春場所（大阪） | 五月場所 夏場所（東京） | 七月場所 名古屋場所（愛知） | 九月場所 秋場所（東京） | 十一月場所 九州場所（福岡） |
| --- | ----------------------- | ----------------------- | ----------------------- | --------------------------- | ----------------------- | --------------------------- |
| 2019年 （平成31年 /令和元年） | x                       | （前相撲）              | 東序ノ口17枚目 4–3      | 東序二段83枚目 休場 0–0–7   | 東序ノ口28枚目 1–0–6    | 東序ノ口25枚目 6–1          |
| 2020年 （令和2年） | 東序二段49枚目 6–1      | 東三段目83枚目 5–2      | 感染症拡大 により中止   | 西三段目50枚目 4–3          | 西三段目30枚目 6–1      | 西幕下48枚目 3–4            |
| 2021年 （令和3年） | 東幕下59枚目 5–2        | 西幕下35枚目 4–3        | 東幕下25枚目 4–3        | 東幕下18枚目 4–3            | 東幕下14枚目 4–3        | 西幕下8枚目 1–6             |
| 2022年 （令和4年） | 東幕下26枚目 4–3        | 西幕下18枚目 3–2–2      | 東幕下23枚目 4–3        | 東幕下18枚目 3–4            | 西幕下28枚目 4–3        | 東幕下24枚目 6–1            |
| 2023年 （令和5年） | 東幕下10枚目 2–5        | 西幕下21枚目 4–3        | 東幕下18枚目 5–2        | 東幕下9枚目 3–4             | 東幕下17枚目 5–2        | 西幕下5枚目 3–4             |
| 2024年 （令和6年） | 東幕下9枚目 3–4         | 西幕下15枚目 5–2        | 東幕下7枚目 5–2         | 東幕下4枚目 3–4             | 東幕下8枚目 3–4         | 東幕下14枚目 5–2            |
| 2025年 （令和7年） | 西幕下5枚目 5–2         | 東十両14枚目 5–10       | 東幕下3枚目 優勝 7–0    | 西十両12枚目 4–11           | x                       | x                           |
| 各欄の数字は、「勝ち-負け-休場」を示す。 優勝 引退 休場 十両 幕下 三賞：敢=敢闘賞、殊=殊勲賞、技=技能賞 その他：★=金星 番付階級：幕内 - 十両 - 幕下 - 三段目 - 序二段 - 序ノ口 幕内序列：横綱 - 大関 - 関脇 - 小結 - 前頭（「#数字」は各位内の序列） |                         |                         |                         |                             |                         |                             |

1. ↑  序ノ口優勝決定戦進出

## 改名歴
- 大辻 理紀（おおつじ りき）2019年3月場所 -